# Pancéřníček
Pancéřníček (Corydoras) je jeden z osmi rodů ryb z čeledi pancéřníčkovitých (Callichthyidae) a je také největším rodem v rámci této čeledi.
Označení rodu Corydoras je odvozeno z řečtiny (corys = přilba a doras = pancíř) a odpovídá celkovému vzhledu ryby – tvaru a ochrany těla kostěnými destičkami.

## Charakteristika
Rod zavedl v roce 1803 francouzský přírodovědec Bernard Germain de Lacépède při popisu druhu C. geoffroy. Podčeleď pancéřnatí (Corydoradinae), do níž rod Corydoras patří, se liší od kožnatých (Callichthyinae) absencí jedné řady kostěných destiček mezi hřbetní a tukovou ploutví a také menším vzrůstem. Ten se pohybuje mezi 2 a 12 cm a dále se liší charakteristickou skladbou těla (dvojitá řada kostěných destiček, křížících se a vzájemně přesazených postupně odpředu dozadu a vytvářejících pancéřovou desku) a velmi variabilním zabarvením. Hlavním poznávacím znakem k určování druhů je tvar zoubkování a počet prsních trnů. Až na několik výjimek se jedná u těchto sumců o ryby dna, ty však díky přídatnému střevnímu dýchání vyplouvají občas k hladině pro přísun atmosférického kyslíku, obzvláště pravidelně a často pak ve vodách chudých na rozpuštěný kyslík.

## Rozšíření
Rozšíření tohoto rodu zahrnuje území celé tropické a subtropické Jižní a Střední Ameriky. Převážnou měrou pak oblast Amazonie a rovněž tak i Karibskou oblast např. Surinam, Trinidad ad. Dále se vyskytují kromě oblasti centrální brazilské vysočiny až po pampové oblasti Argentiny. Tyto rozdílné zeměpisné poměry přiměřeně přinutily jednotlivé druhy přizpůsobit se velice rozdílným podmínkám. To vylučuje možnost paušálně specifikovat souhrnné chovné podmínky pro všechny akvarijně chované druhy. Ryby rodu Corydoras nacházíme jak v „bílých“ vodách (např. Rio Maranon, Rio Huallaga, Rio Napo), jejichž vodu barví hlína a bohaté nerostné látky, tak v „černých“ vodách (např. řeky Rio Negro), s vodami tmavě hnědými až černými obarvených kyselými huminovými látkami a také v „čirých“ čistých vodách slabě kyselých (např. řeky v centrální Brazílii, Rio Juruena, Rio Xingu, Rio Araguaia ad.). Odborná literatura přesně uvádí a popisuje různé biotopy rodu Corydoras i z hlediska rozdílných teplotních poměrů. Např. druhy Corydoras nacházející se v centrální brazilské vysočině jsou vystaveny kolísání teplot v rozmezí 8–10 stupňů mezi nejteplejším a nejchladnější měsícem. Oproti tomu v Karibské oblasti žijí druhy při téměř stálých teplotách mezi 25 a 27 °C.

## Chov
Ryby rodu Corydoras jsou většinou nenáročné, klidné, neútočné a k ostatním druhům nevšímavé. Jsou to hejnové a převážně ryby dna. Často prudce vyráží a vrací se zpátky ke dnu. U hladiny polyká vzduch a ukládá si jej do silně prokrveného střeva, může tedy žít i v méně okysličených vodách. Nejmenší druhy jako pancéřníček malý (Corydoras pygmeus) a pancéřníček trpasličí (Corydoras hastatus) jsou velcí jen 2–3 cm. Největší pak dorůstají až 12 cm. Chov je nejlepší v hejnu kolem 6 až 8 kusů. Akvárium je lépe použít větší od 80 litrů s minimální délkou 50 cm. Při dodržení nižší početní obsádky ryb je možno použít i akvárií menších rozměrů. Tyto pancéřníčky je možno chovat ve společnosti všech teter, malých cichlid (např. rodů Apistogramma a Microgeophagus) a dalších druhů klidných ryb.
Krmit je nejlepší častěji denně po menších dávkách. Pancéřníčci nejraději přijímají živou potravu jako červené komáří larvy, nitěnky, roupice, mikry. Další důležitou stravou jsou buchanky a perloočky. Nepohrdnou však ani sušenou vločkovou potravou. Doporučuje se také občasné podávání tablet s rostlinnou složkou.

## Systematika
Rod pancéřníček čítá zatím asi 150 platných druhů, částečně dělených ve skupinách. Při revizi tohoto rodu by mohly být ze skupin vyčleněny nové druhy, jako se to stalo s pancéřníčkem vousatým (Scleromystax barbatus) vedeným dříve jako (C. barbatus). Při revizi Corydoradinae byli v rámci rodu Corydoras nalezeny rozdílné monofyletické klady. Tak byl upřesněn rod Brochis jako synonymum k rodu Corydoras. Tři druhy rodu Bochis jsou blízké druhu Corydoras aeneus a tvoří s ním jeden monofyletický, dosud bezejmenný taxon. Přesto část Brittovy práce je ovšem poněkud sporná, neboť rod Brochis je přes jasně vyšší počet paprsků hřbetní ploutve od rodu Corydoras velmi dobře rozlišitelný. Proto v tomto bodě mnozí autoři nenásledují Britta a nadále řadí rod Brochis jako samostatný. To však neznamená, že ostatní příslušníci jiných druhů nemohou být přeřazeny, čemuž však musí nejprve předcházet podrobná revize souboru druhu C. aeneus.

### Taxony
Corydoras

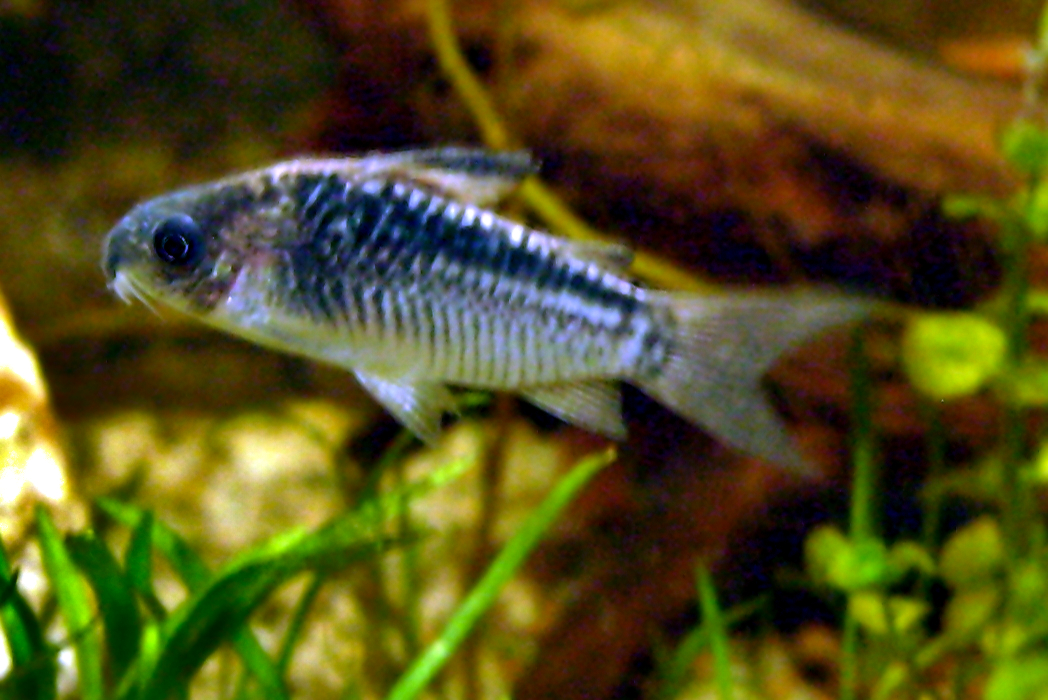
pancéřníček žlutý (Corydoras elegans)

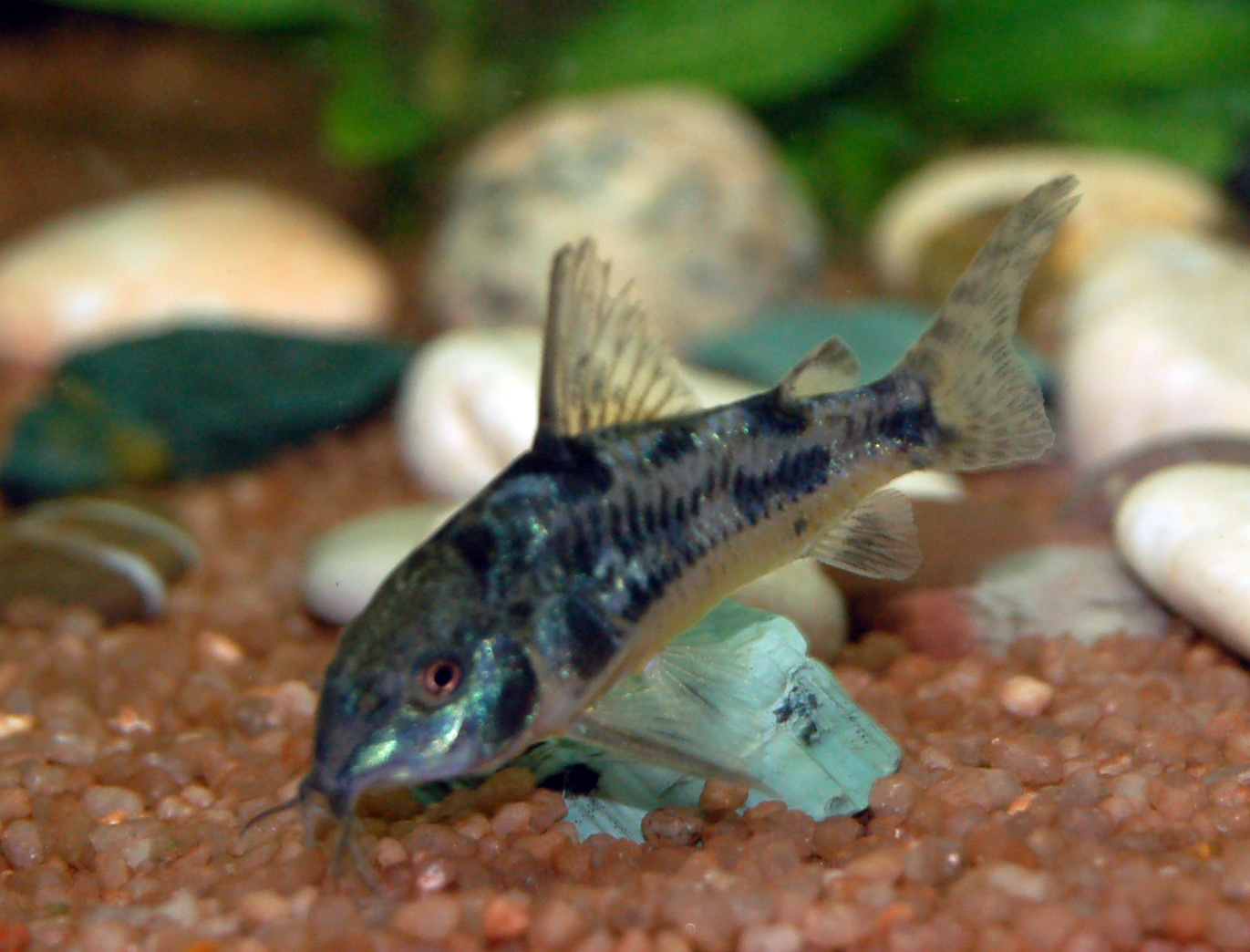
pancéřníček skvrnitý (Corydoras paleatus)

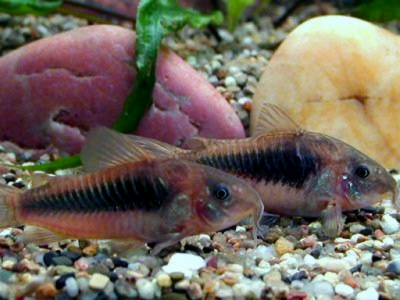
pancéřníček zelený (Corydoras aeneus)

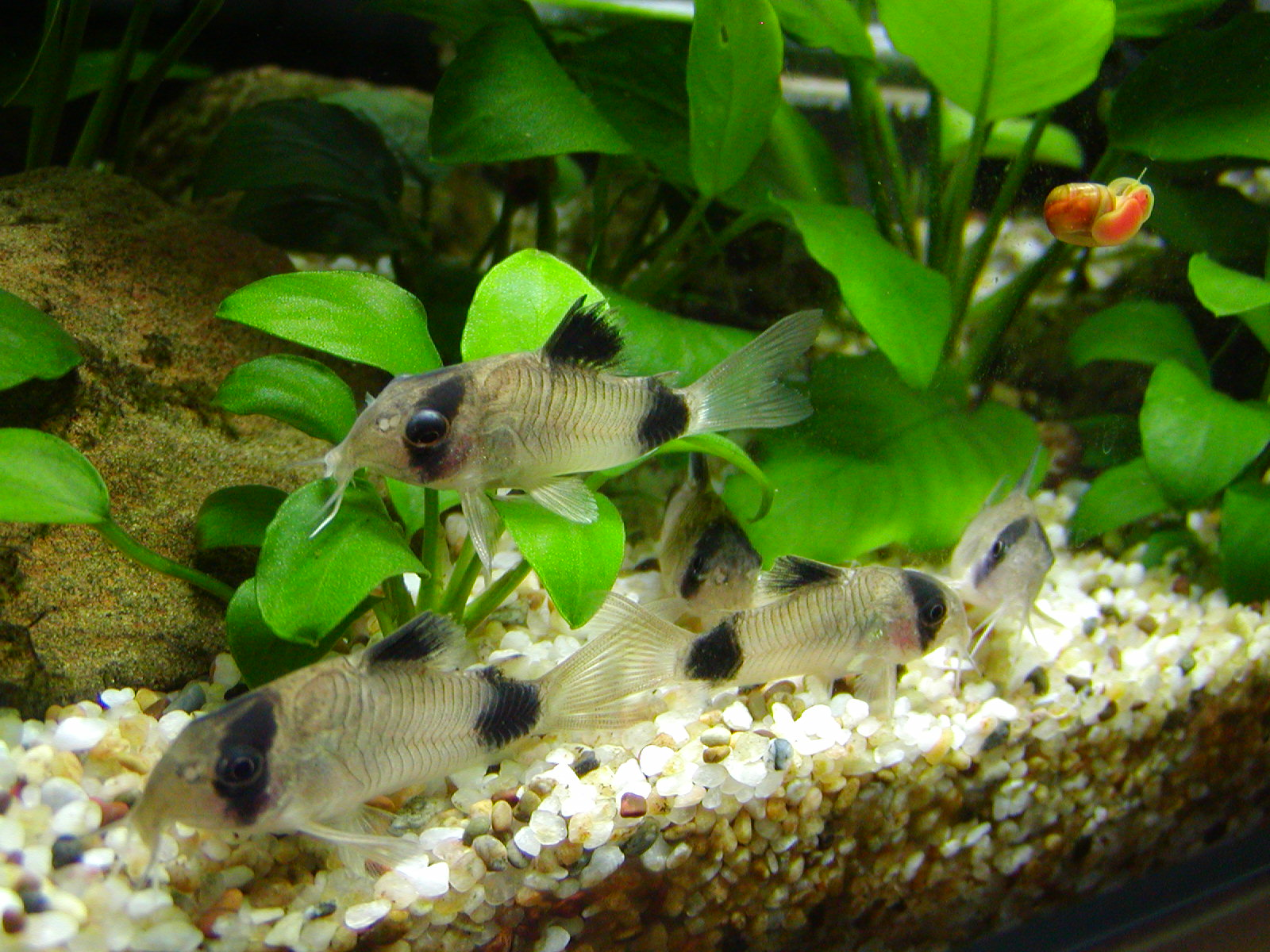
pancéřníček panda (Corydoras panda)

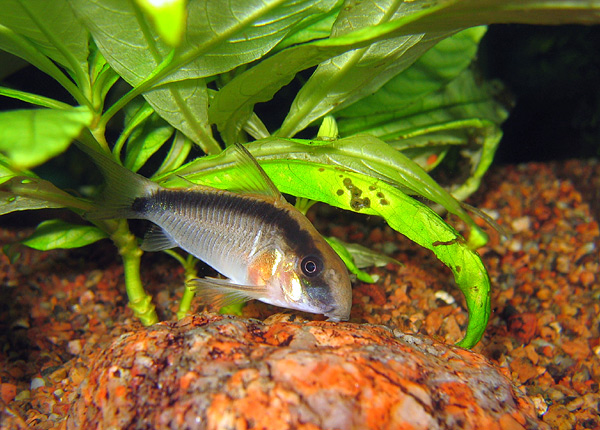
pancéřníček obloukopruhý (Corydoras arcuatus)

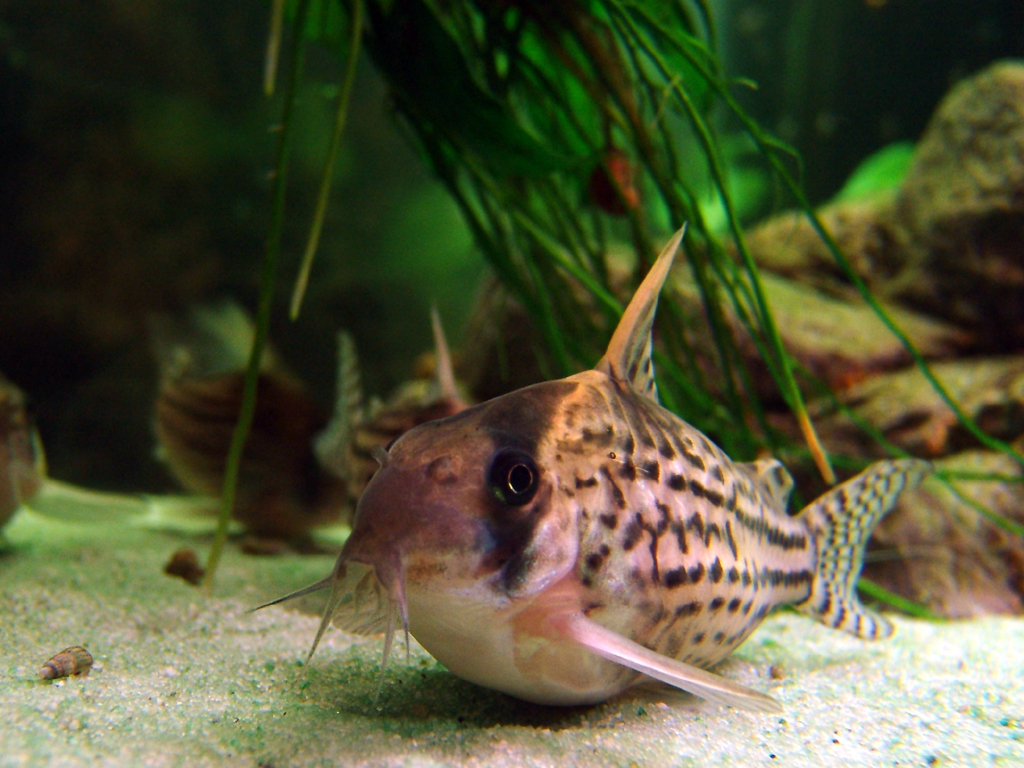
pancéřníček Schwartzův (Corydoras schwartzi)

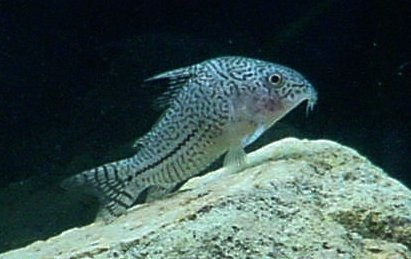
pancéřníček leopardí (Corydoras trilineatus)

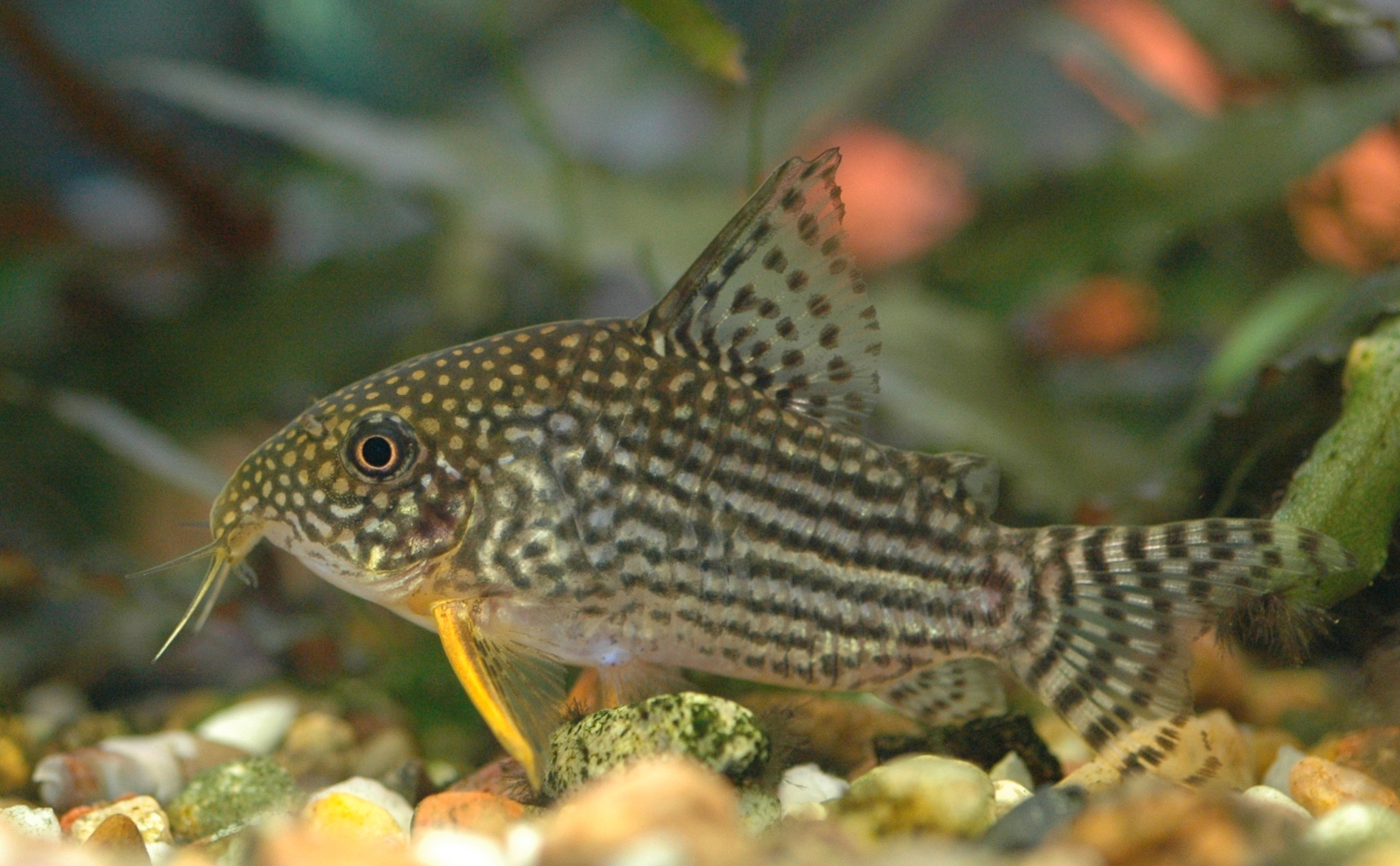
pancéřníček Sterbův (Corydoras sterbai)

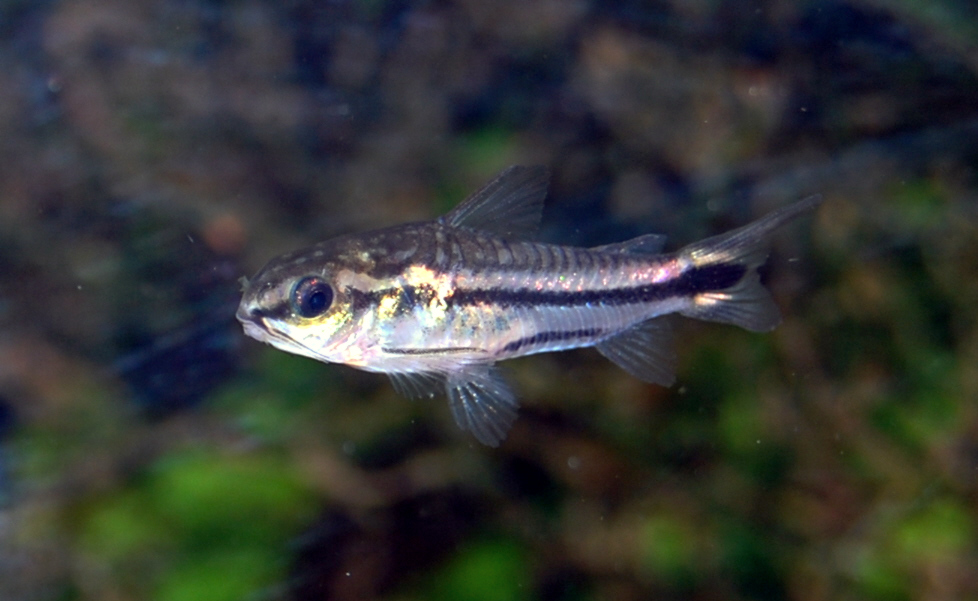
pancéřníček malý (Corydoras pygmaeus)

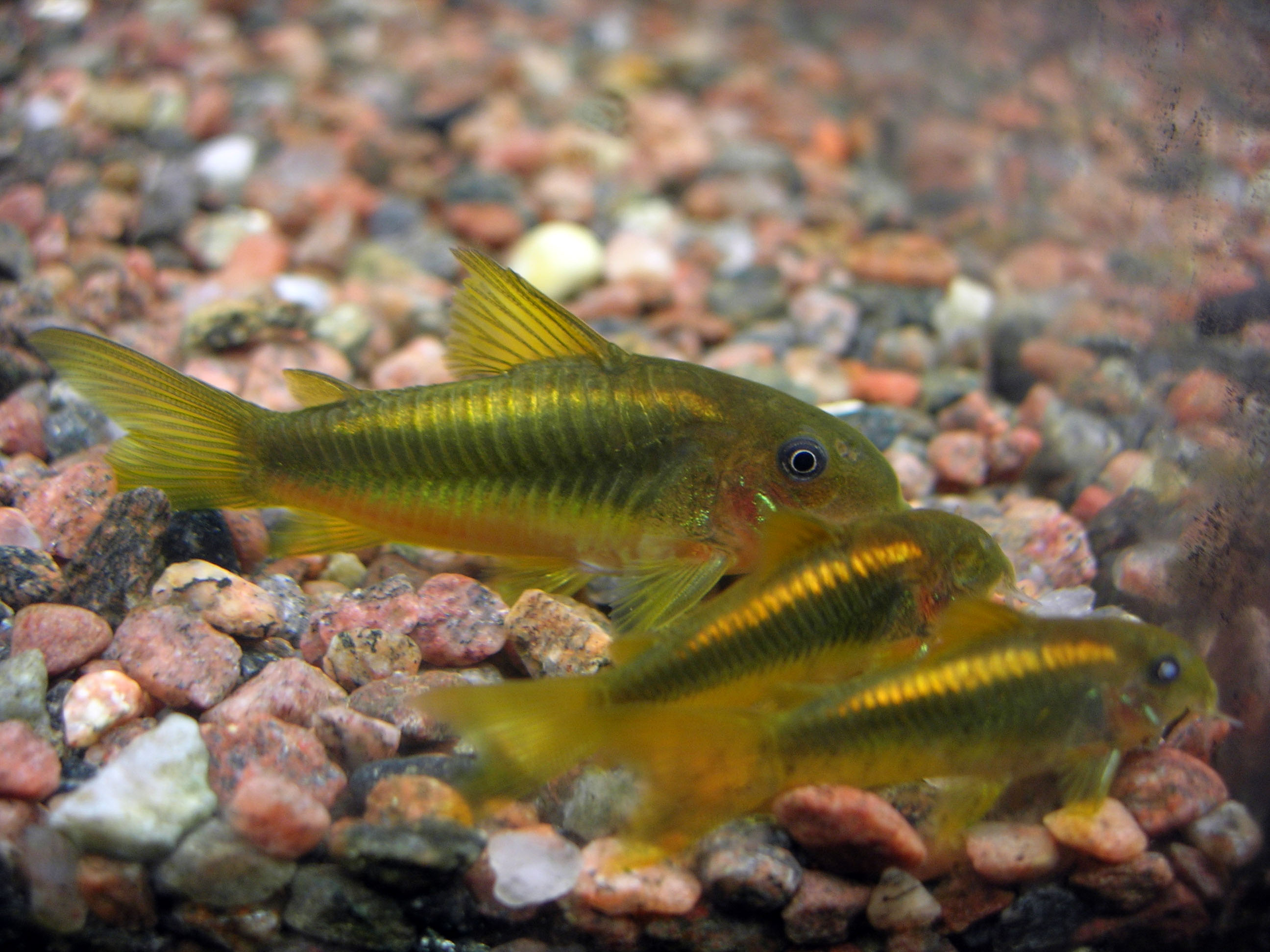
pancéřníček černopruhý (Corydoras melanotaenia)

- C. acrensis Nijssen, 1972 – pancéřníček juruánský
- C. acutus Cope, 1872 – pancéřníček ostrý
- C. adolfoi Burgess, 1982 – pancéřníček Adolfův
- C. aeneus (Gill, 1858) – pancéřníček zelený
  - syn. C. schultzei
- C. agassizii Steindachner, 1877 – pancéřníček Agassizův
- C. albolineatus Knaack, 2004
- C. amandajanea Sands, 1995
- C. amapaensis Nijssen, 1972
- C. ambiacus Cope, 1872 – pancéřníček ambiacký
- C. amphibelus Cope, 1872
- C. approuaguensis Nijssen and Isbrücker, 1983
- C. araguaiaensis Sands, 1990
- C. arcuatus Elwin, 1939 – pancéřníček obloukopruhý
- C. areio Knaack, 2000
- C. armatus Günther, 1868
- C. atropersonatus Weitzman and Nijssen, 1970
- C. aurofrenatus Eigenmann and Kennedy, 1903 – pancéřníček uzdičkový
- C. axelrodi Rössel, 1962
- C. baderi Geisler, 1969
- C. bertoni Eigenmann, in Eigenmann and Allen, 1942
- C. bicolor Nijssen and Isbrücker, 1967
- C. bifasciatus Nijssen, 1972
- C. bilineatus Knaack, 2002
- C. blochi Nijssen, 1971
- C. boehlkei Nijssen and Isbrücker, 1982
- C. boesemani Nijssen and Isbrücker, 1967
- C. bondi bondi, Goslina 1940 – pancéřníček barimský
- C. bondi coppenamensis, Nijssen 1970 – pancéřníček páskovaný
- C. breei Nijssen and Isbrücker, 1992
- C. brevirostris Fraser-Brunner, 1947
- C. britskii (původní r. Brochis), (Castelnau, 1855) – pancéřníček Britskiův
- C. burgessi Axelrod, 1987
- C. carlae Nijssen and Isbrücker, 1983
- C. caudimaculatus Rössel, 1961 – pancéčníček ocasoskvrnný
- C. cervinus Rössel, 1962
- C. cochui Myers and Weitzman, 1954 – pancéřníček goyazský
- C. concolor Weitzman, 1961 – pancéřníček nazelenalý
- C. condiscipulus Nijssen and Isbrücker, 1980
- C. copei Nijssen and Isbrücker, 1986
- C. coppenamensis Nijssen, 1970
- C. coriatae Burgess, 1997
- C. cortesi Castro, 1987
- C. crimmeni Grant, 1998
- C. cruziensis Knaack, 2002
- C. crypticus Sands, 1995
- C. davidsandsi Black, 1987 – pancéřníček Sandsův
- C. delphax Nijssen and Isbrücker, 1983
- C. difluviatilis Britto and Castro, 2002
- C. diphyes Axenrot and Kullander, 2003
- C. duplicareus Sands, 1995
- C. ehrhardti Steindachner, 1910
- C. elegans Steindachner, 1877 – pancéřníček žlutý
- C. ellisae Gosline, 1940
- C. ephippifer Nijssen, 1972
- C. eques Steindachner, 1887 – pancéřníček zelenavý
- C. evelynae Rössel, 1963
- C. filamentosus Nijssen and Isbrücker, 1983
- C. flaveolus Nijssen and Isbrücker, 1983
- C. fowleri Böhlke, 1950
- C. garbei Ihering, 1911
- C. geoffroy La Cépède, 1803
- C. geryi Nijssen and Isbrücker, 1983
- C. gomezi Castro, 1986
- C. gossei Nijssen, 1972
- C. gracilis Nijssen and Isbrücker, 1976
- C. griseus Holly, 1940
- C. guapore Knaack, 1961
- C. guianensis Nijssen, 1970
- C. habrosus Weitzman, 1960 – pancéřníček třískvrnný
- C. haraldschultzi Knaack, 1962 – pancéřníček oranžovobřichý
- C. hastatus Eigenmann and Eigenmann, 1888 – pancéřníček trpasličí
- C. heteromorphus Nijssen, 1970
- C. imitator Nijssen and Isbrücker, 1983 – pancéřníček temnohřbetý
- C. incolicana Burgess, 1993
- C. isbrueckeri Knaack, 2004
- C. julii Steindachner, 1906 – pancéřníček Juliův
- C. kanei Grant, 1998
- C. lacerdai Hieronimus, 1995
- C. lamberti Nijssen and Isbrücker, 1986
- C. latus Pearson, 1924
- C. leopardus Myers, 1933
- C. leucomelas Eigenmann and Allen, 1942
- C. longipinnis Knaack, 2007
- C. loretoensis Nijssen and Isbrücker, 1986
- C. loxozonus Nijssen and Isbrücker, 1983
- C. macropterus Regan, 1913
- C. maculifer Nijssen and Isbrücker, 1971
- C. mamore Knaak, 2002
- C. melanistius Regan, 1912 – pancéřníček klínoskvrnný
  - syn. C. wotroi, Fraser-Brunner, 1947
- C. melanotaenia Regan, 1912
- C. melini Lönnberg and Rendahl, 1930 – pancéřníček šikmopruhý
- C. metae Eigenmann, 1914 – pancéřníček kolumbijský
- C. micracanthus Regan, 1912
- C. multimaculatus Steindachner, 1907
- C. multiradiatus (původní r. Brochis), (Orcés V., 1960) – pancéřníček mnohopaprsčitý
- C. nanus Nijssen and Isbrücker, 1967 – pancéřníček drobný
- C. napoensis Nijssen and Isbrücker, 1986 – pancéřníček napský
- C. narcissus Nijssen and Isbrücker, 1980
- C. nattereri Steindachner, 1877 – pancéřníček Nattererův
- C. negro Knaack, 2004
- C. nijsseni Sands, 1989
- C. noelkempffi Knaack, 2004
- C. oiapoquensis Nijssen, 1972
- C. orcesi Weitzman and Nijssen, 1970
- C. ornatus Nijssen and Isbrücker, 1976
- C. orphnopterus Weitzman and Nijssen, 1970
- C. ortegai Britto, Lima and Hidalgo, 2007
- C. osteocarus Böhlke, 1951
- C. ourastigma Nijssen, 1972
- C. oxyrhynchus Nijssen and Isbrücker, 1967
- C. paleatus Jenyns, 1842 C. poivré – pancéřníček skvrnitý
- C. panda Nijssen and Isbrücker, 1971 – pancéřníček panda
- C. pantanalensis Knaack, 2001
- C. paragua Knaack, 2004
- C. parallelus Burgess, 1993
- C. pastazensis Weitzman, 1963
- C. paucerna Knaack, 2004
- C. pinheiroi Dinkelmeyer, 1995
- C. polystictus Regan, 1912
- C. potaroensis Myers, 1927
- C. prionotos Nijssen and Isbrücker, 1980
- C. pulcher Isbrücker and Nijssen, 1973
- C. punctatus (Bloch, 1794) – pancéřníček tečkovaný
- C. pygmaeus Knaack, 1966 – pancéřníček malý
- C. rabauti La Monte, 1941 – pancéřníček tmavý
- C. reticulatus Fraser-Brunner, 1938 – pancéřníček mřížkovaný
- C. revelatus Cockrell, 1926
- C. reynoldsi Myers and Weitzman, 1960
- C. robineae Burgess, 1983 – pancéřníček Robinin
- C. robustus Nijssen and Isbrücker, 1980
- C. sanchesi Nijssen and Isbrücker, 1967
- C. saramaccensis Nijssen, 1970
- C. sarareensis Dinkelmeyer, 1995
- C. schwartzi Rössel, 1963 – pancéřníček Schwartzův
- C. semiaquilus Weitzman, 1964
- C. septentrionalis Gosline, 1940
- C. serratus Sands, 1995
- C. seussi Dinkelmeyer, 1996
- C. similis Hieronimus, 1991
- C. simulatus Weitzman and Nijssen, 1970
- C. sipaliwini Hoedeman, 1965
- C. sodalis Nijssen and Isbrücker, 1986
- C. solox Nijssen and Isbrücker, 1983
- C. spectabilis Knaack, 1999
- C. spilurus Norman, 1926
- C. splendens (původní r. Brochis), (Castelnau, 1855) – pancéřníček smaragdový
- C. steindachneri Isbrücker and Nijssen, 1973
- C. stenocephalus Eigenmann and Allen, 1942
- C. sterbai Knaack, 1962 – pancéřníček Sterbův
- C. surinamensis Nijssen, 1970
- C. sychri Weitzman, 1960
- C. treitlii Steindachner, 1906
- C. trilineatus Cope, 1872 – pancéřníček leopardí
  - syn. C.-Léopard – pancéřníček třípruhý
- C. tukano Britto and Lima, 2003 – pancéřníček tukano
- C. undulatus Regan, 1912 – pancéřníček vlnopruhý
- C. virginiae Burgess, 1993
- C. vittatus Nijssen, 1971
- C. weitzmani Nijssen, 1971
- C. xinguensis Nijssen, 1972
- C. zygatus Eigenmann and Allen, 1942